# Campeonato Mundial de Ciclismo en Pista de 1906
El XIV Campeonato Mundial de Ciclismo en Pista se celebró en Ginebra (Suiza) entre el 29 de julio y el 5 de agosto de 1906 bajo la organización de la Unión Ciclista Internacional (UCI) y la Federación Helvética de Ciclismo.
En total se disputaron 4 pruebas, 2 para ciclistas profesionales y 2 para ciclistas aficionados o amateur.

## Medallistas

### Profesional
| Evento      | Oro                          | Plata                         | Bronce                     |
| ----------- | ---------------------------- | ----------------------------- | -------------------------- |
| Velocidad   | Thorvald Ellegaard Dinamarca | Gabriel Poulain Francia       | Émile Friol Francia        |
| Medio fondo | Louis Darragon Francia       | Arthur Vanderstuyft · Bélgica | Jules Schwitzgubel · Suiza |

### Amateur
| Evento      | Oro                        | Plata                   | Bronce                    |
| ----------- | -------------------------- | ----------------------- | ------------------------- |
| Velocidad   | Francesco Verri Italia     | Émile Delage Francia    | Dario Rondelli Francia    |
| Medio fondo | Maurice Bardonneau Francia | Victor Tubbax · Bélgica | Émile Eigeldinger Francia |

## Medallero
| Núm. | País      | Oro | Plata | Bronce | Total |
| ---- | --------- | --- | ----- | ------ | ----- |
| 1    | Francia   | 2   | 2     | 3      | 7     |
| 2    | Dinamarca | 1   | 0     | 0      | 1     |
| 2    | Italia    | 1   | 0     | 0      | 1     |
| 4    | Bélgica   | 0   | 2     | 0      | 2     |
| 5    | Suiza     | 0   | 0     | 1      | 1     |
|      | TOTAL     | 4   | 4     | 4      | 12    |